# Хейді Парвіайнен
Хейді Парвіайнен (фін. Heidi Parviainen, нар. 8 березня 1979, Еспоо, Фінляндія) — фінська класична співачка, відома насамперед своєю участю у фінському симфо-павер-метал гурті Amberian Dawn.

## Біографія
Хейді почала брати уроки гри на фортепіано у віці 11 років, але незабаром стало ясно, що вона хотіла більше, ніж просто класична гра на фортепіано. У віці 14 років вона почаланавчатися класичному співу в музичному інституті. Протягом більш ніж десяти років вона також співала у різних хорах і ансамблях.

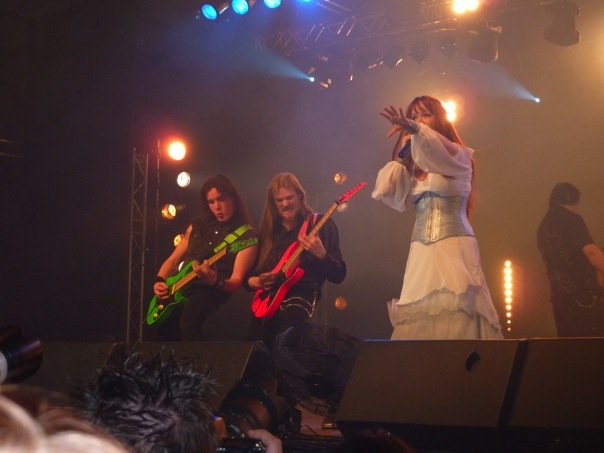
Виступ Хейді з Amberian Dawn на Metal Female Voices Fest.

У 1997 році вона приєдналася до хеві-метал гурту Iconofear, де виконувала роль клавішника і бек-вокалістки, а у 2006 році зрозуміла, що може співати на більш високому рівні і стала шукати нову групу. В цей же час Туомас Сеппала займався пошуком вокалістки для нового проекту. Він зв'язався з Хейді, побачивши її оголошення. Після прослуховування Туомас запропонував їй роль вокалістки Amberian Dawn. Парвіайнен писала тексти до всіх пісень гурту. Вони разом записали 4 альбоми, після чого у листопаді 2012 року Хейді покинула Amberian Dawn.
Після цього вона створила новий проект під назвою Dark Sarah.

## Дискографія

### Dark Sarah
Студійні альбоми:
- Beyond the Black Veil (2014)

Сингли:
- Save Me (2013)

### Amberian Dawn
Демо:
- Amberian Dawn (demo) (2006)

Студійні альбоми:
- River of Tuoni (2008)
- The Clouds of Northland Thunder (2009)
- End of Eden (2010)
- Circus Black (2012)

Сингли:
- He Sleeps in a Grove (2009)
- Arctica (song)|Arctica (2010)
- Cold Kiss (2012)

### Участь у інших проектах
- 2009: Children of the Dark Waters (Eternal Tears of Sorrow) (вокал на «Tears of Autumn Rain»)
- 2012: Unsung Heroes (Ensiferum album)|Unsung Heroes (Ensiferum) (вокал у хорі)